# Elaphria floridana
Elaphria floridana är en fjärilsart som beskrevs av Walker 1865. Elaphria floridana ingår i släktet Elaphria och familjen nattflyn. Inga underarter finns listade i Catalogue of Life.